# Juraj Molnár (fotbalista)
Juraj Molnár (* 15. ledna 1969) je bývalý slovenský fotbalista, záložník.

## Fotbalová kariéra
V československé lize hrál za FC Nitra a Duklu Banská Bystrica. Nastoupil v 77 ligových utkáních. V maďarské lize hrál za Dunakanyar-Vác FC a ve slovenské lize za FC Nitra. V Evropské lize nastoupil v 1 utkání za Dunakanyar.

## Ligová bilance
| Ročník                                      | Zápasy | Góly | Klub                  |
| ------------------------------------------- | ------ | ---- | --------------------- |
| 1. československá fotbalová liga 1986/87    | 3      | 0    | TJ Plastika Nitra     |
| 1. československá fotbalová liga 1987/88    | 30     | 0    | TJ Plastika Nitra     |
| 1. československá fotbalová liga 1988/89    | 27     | 0    | Dukla Banská Bystrica |
| 1. československá fotbalová liga 1989/90    | 2      | 0    | Dukla Banská Bystrica |
| 1. československá fotbalová liga 1989/90    | 1      | 0    | FC Nitra              |
| 1. československá fotbalová liga 1990/91    | 4      | 0    | FC Nitra              |
| 1. slovenská národní fotbalová liga 1991/92 | -      | -    | FC Nitra              |
| 1. československá fotbalová liga 1992/93    | 10     | 0    | FC Nitra              |
| OTP Bank Liga 1993/94                       | 11     | 1    | Dunakanyar-Vác FC     |
| Mars superliga 1993/94                      | -      | -    | FC Nitra              |
| Mars superliga 1995/96                      | 24     | 4    | FC Nitra              |
| Mars superliga 1996/97                      | 8      | 0    | FC Nitra              |
| CELKEM                                      | -      | -    |                       |